# Приступање Србије Европској унији
Приступање Србије Европској унији (ЕУ) је на актуелној агенди будућег проширења ЕУ од 2012. године, када је Србија постала кандидат за приступање. Србија је званично поднела захтев за чланство у Европској унији 22. децембра 2009. године. Преговори о приступању су тренутно у току.
Србија је до 2020. добијала 2,9 милијарди евра развојне помоћи из IPA фонда, механизма финансирања држава кандидата за чланство у ЕУ. Једна је од осам актуелних држава кандидата за чланство у ЕУ, заједно са Албанијом, Босном и Херцеговином, Црном Гором, Молдавијом, Северном Македонијом, Турском и Украјином.

## Историја
Приступање Србије Европској унији је процес у којем Република Србија настоји да приступи Европској унији, као пуноправна чланица. Србија је званично поднела захтев за чланство у Европској унији 22. децембра 2009. године. Упркос препрекама у области политике, дана 7. децембра 2009. године Европска унија је деблокирала трговинске споразуме са Србијом, а 19. децембра исте године шенгенске земље одобриле су визну либерализацију за грађане Србије. Влада Србије је поставила за циљ приступање ЕУ у 2014. години, према плану Агенда 2014, тадашњег грчког премијера Јоргоса Папандреуа. Потпредседник Европске комисије Жак Баро подржавао је ову иницијативу, очекујући улазак Србије у ЕУ у наредних 5 до 7 година након подношења формалног захтева за приступање. Након засталих преговора са Србијом, Европска унија у октобру 2010. године кренула је у преговоре о придруживању. Дана 7. новембра 2007. године, парафиран је Споразум о стабилизацији и придруживању између Европске уније и Србије, односно, две стране су се сложиле о коначној верзији текста која би требало да се подвргне малим изменама или да остане непромењен, што је потез који је претходио формалном потписивању. Споразум су парафирали потпредседник Владе Србије Божидар Ђелић и комесар за проширење ЕУ Оли Рен, а церемонији је присуствовао и председник Србије Борис Тадић. То потписивање је било прекретница у преговорима за приступање Србије и спроведено је пошто је главна тужитељка за ратне злочине Карле дел Понте известила ЕУ да Србија правилно поштује одлуке суда, али додала је да Ратко Младић мора бити у Хагу пре него што споразум буде званично потписан. Младић је потом ухапшен 26. маја 2011. године, и потом изручен Међународном кривичном трибуналу за бившу Југославију на суђење. Дана 20. јула 2011. године ухапшен је Горан Хаџић, последњи хашки бегунац. Свих 27 министара иностраних послова ЕУ дана 28. фебруара 2012. године гласало је за предлог статуса, а резултат је био 26 гласова за и 1 глас против. Румунија је гласала против, јер је желела да се закључи положај влашке мањине. Када је уклоњена и последња препрека на путу ка одобравању кандидатуре, пошто је Румунија била задовољна јер је са Србијом усагласила записник о мањинама, Србија је добила статус кандидата 1. марта. Преговори су отворени 21. јануара 2014. године, а прва поглавља су отворена 14. децембра 2015. године.

## Ставови

### Став Владе Србије
У свом експозеу у Скупштини Републике Србије 27. априла 2014. године премијер Александар Вучић је рекао да се преговори са Европском унијом настављају у доброј вери да ће до краја мандата ове владе бити приведени крају, као и да је овај процес приоритет и "уколико будемо вредно радили, верујем да би Србија до краја ове деценије могла да постане чланица Европске уније." Приликом посете високе представнице Европске уније за спољну политику и безбедност Кетрин Ештон 28. априла 2014. године он је поновио да постоји шанса да Србија до 2020. године постане пуноправна чланица ЕУ, и поновио да је то циљ који треба достићи због наше земље и унутрашњих реформи, које би требало да буду завршене до 2018. године.
Влада Србије је раније изјавила да статус Косова не би требало да буде повезан са преговорима са ЕУ.

#### Несугласице унутар Владе 2008.
Потпредседник Владе Србије Божидар Ђелић потписао је Споразум о стабилизацији и придруживању 29. априла 2008. године. Тадашњи премијер, Војислав Коштуница, изјавио је 1. маја да је руски министар иностраних послова Сергеј Лавров био у праву када је рекао да је ССП требало да буде раније потписан. Али само један дан касније, 2. маја, обећао је да ће поништити споразум после избора, назвавши га „триком“, као и „Соланиним споразумом“.
После парламентарних избора 2008. године, нова парламентарна већина и влада је формирана, а опозиција је остала без политичке моћи. Нови премијер Србије, Мирко Цветковић, изјавио је у експозеу у Скупштини Србије, да ће један од првих потеза владе бити упућивање парламенту на ратификацију Споразума о стабилизацији и придруживању Србије Европској унији. Од јануара 2009. године, српска влада је почела једнострано да спроводи своје обавезе из споразума.
Према истраживању Центра за слободне изборе и демократију, новембра 2009. године подршка грађана Србије за улазак у ЕУ била је 71 одсто. Међутим, та подршка је нагло опала, те се крајем 2010. године спустила на око 60%, а у априлу 2011. године на свега 42,4%. Према истраживањима јавног мњења спроведеним у августу 2012. године подршка се попела на 49%.

### Став Европске уније
Ранија препрека у процесу приступања Србије ЕУ - сарадња са Међународним кривичним судом за бившу Југославију (МКСЈ) - је превазиђена с обзиром да су сви оптужени испоручени Хашком трибуналу (Ратко Младић 26. маја, а Горан Хаџић 20. јула 2011. године).
Холандија се раније противила потписивању и ратификацији ССП-а са Србијом, са објашњењем да неће ставити ССП на снагу све док се Ратко Младић не нађе у притвору Хашког трибунала. Дана 15. септембра 2008. године Холандија је замрзла трговински део ССП-а са Србијом. Међутим, Холандија сада активно подржава напоре Србије да приступи ЕУ, а Споразум о стабилизацији и придруживању између ЕУ и Србије је ратификовала 2012. године. Холандија наглашава значај нормализације односа између Београда и Приштине и извођења реформи потребних за чланство у ЕУ.
Висока представница ЕУ за спољну политику и безбедност Кетрин Ештон изјавила је 28. априла 2014. године да Србија може да буде пример осталима у региону, као и да покаже шта се може са правим вођством. Она је том приликом похвалила и резултате у нормализацији односа са Приштином и одала је почаст Београду на храбрости, политичкој зрелости и државничком приступу у односима са Приштином упркос многим тешким изазовима и тешким одлукама. Она је тада рекла и да је Србија важан политички партнер ЕУ и указала на допринос Србије сарадњи и унапређењу односа са суседима, што је од кључног значаја за стабилност целог региона.
Србија и Европска унија нису биле усклађене над спровођењем ЕУЛЕКС мисије ЕУ на Косову. ЕУ жели да имплементира своју мисију на Косову на основу Ахтисаријевог предлога о статусу Косова, док Србија жели да Еулекс прво одобри Савет безбедности УН у складу са резолуцијом Савета безбедности ОУН 1244. То се догодило касније, после плана од 5 тачака који су направили Канцелар УН и Влада Србије, пошто је Савет безбедности УН-а одобрио мисију ЕУЛЕКС, који функционише под управом УНМИК-а. Дана 19. маја 2011. године, током званичне посете Србији, Жозе Мануел Барозо, председник Европске комисије, рекао је да признање Косова није предуслов за улазак Србије у ЕУ.
Владе Холандије и Белгије и даље су се противиле потписивању Споразума о стабилизацији и придруживању, док је влада Шпаније лобирала на страну Србије.
Ноам Чомски сматра да Европска унија није одушевљена идејом да јој Србија приступи.

## Преговори
Европска унија разматрала је проширење своје заједнице на Балкан још од касних деведесетих година 20. века. Преговори су постали озбиљни, када је Србија започела процес спровођења реформи после пада Милошевићевог режима 2000. године, тада као део државне заједнице Србије и Црне Горе, а Европска унија званично је саопштила да су балканске државе потенцијални кандидати.
У новембру 2005. године Србија је започела преговоре о Споразуму о стабилизацији и придруживању.
Дана 3. маја 2006. године Европска унија привремено је замрзла преговоре са Србијом, због нехапшења Ратка Младића, наводећи да Србија није испунила своју обавезу да у потпуности сарађује са Међународним кривичним трибуналом за бившу Југославију.

### Преговарачки поступак
| Правна тековина Европске уније                                  | Процена ЕК на почетку        | Посматрање започето | Посматрање завршено | Поглавље отворено | Поглавље затворено |
| --------------------------------------------------------------- | ---------------------------- | ------------------- | ------------------- | ----------------- | ------------------ |
| 1. Слободно кретање роба                                        | Потребно је више напора      | 17.06.2014          | 12.09.2014          | –                 | –                  |
| 2. Слободно кретање радника                                     | Потребно је више напора      | 23.01.2014          | 25.03.2014          | –                 | –                  |
| 3. Право пословног настањивања и слобода пружања услуга         | Потребно је више напора      | 30.01.2014          | 13.03.2014          | –                 | –                  |
| 4. Слободно кретање капитала                                    | Потребно је више напора      | 13.10.2014          | 15.12.2014          | 10.12.2019        | –                  |
| 5. Јавне набавке                                                | Потребно је више напора      | 21.03.2014          | 13.05.2014          | 13.12.2016.       | –                  |
| 6. Право привредних друштава                                    | Не очекују се велике тешкоће | 11.12.2014          | 05.02.2015          | 11.12.2017.       | –                  |
| 7. Право интелектуалне својине                                  | Потребно је више напора      | 24.09.2014          | 13.11.2014          | 20.06.2017.       | –                  |
| 8. Политика конкуренције                                        | Потребно је више напора      | 31.03.2014          | 05.11.2014          | –                 | –                  |
| 9. Финансијске услуге                                           | Потребно је више напора      | 21.01.2015          | 17.03.2015          | 27.06.2019        | –                  |
| 10. Информационо друштво и медији                               | Потребно је више напора      | 22.05.2014          | 02.07.2014          | –                 | –                  |
| 11. Пољопривреда и рурални развој                               | Потребан је значајан напор   | 18.03.2014          | 16.09.2014          | –                 | –                  |
| 12. Безбедност хране, ветеринарска и фитосанитарна политика     | Потребно је више напора      | 03.02.2014          | 24.10.2014          | –                 | –                  |
| 13. Рибарство                                                   | Не очекују се велике тешкоће | 30.09.2014          | 14.11.2014          | 25.06.2018.       | –                  |
| 14. Транспортна политика                                        | Потребно је више напора      | 16.12.2014          | 27.02.2015          | 14.12.2021.       | –                  |
| 15. Енергетика                                                  | Потребно је више напора      | 29.04.2014          | 12.06.2014          | 14.12.2021.       | –                  |
| 16. Опорезивање                                                 | Не очекују се велике тешкоће | 14.10.2014          | 06.03.2015          | –                 | –                  |
| 17. Економска и монетарна политика                              | Не очекују се велике тешкоће | 02.12.2014          | 12.03.2015          | 10.12.2018.       | –                  |
| 18. Статистика                                                  | Не очекују се велике тешкоће | 20.05.2014          | 26.11.2014          | 10.12.2018.       | –                  |
| 19. Социјална политика и запошљавање                            | Потребно је више напора      | 10.02.2014          | 26.06.2014          | –                 | –                  |
| 20. Предузетничка и индустријска политика                       | Не очекују се велике тешкоће | 03.04.2014          | 02.07.2014          | 27.02.2017.       | –                  |
| 21. Трансевропске мреже                                         | Потребно је више напора      | 29.04.2014          | 27.02.2015          | 14.12.2021.       | –                  |
| 22. Регионална политика и координација структурних инструмената | Потребно је више напора      | 01.10.2014          | 29.01.2015          | –                 | –                  |
| 23. Правосуђе и основна права                                   | Потребан је значајан напор   | 25.09.2013          | 10.12.2013          | 18.07.2016.       | –                  |
| 24. Правда, слобода и безбедност                                | Потребан је значајан напор   | 02.10.2013          | 13.12.2013          | 18.07.2016.       | –                  |
| 25. Наука и истраживање                                         | Не очекују се велике тешкоће | 06.10.2014          | 01.12.2014          | 13.12.2016.       | 13.12.2016.        |
| 26. Образовање и култура                                        | Не очекују се велике тешкоће | 20.02.2014          | 04.04.2014          | 27.02.2017.       | 27.02.2017.        |
| 27. Животна средина и климатске промене                         | Потребан је значајан напор   | 15.09.2014          | 21.11.2014          | 14.12.2021.       | –                  |
| 28. Заштита потрошача и здравља                                 | Потребно је више напора      | 04.12.2014          | 04.02.2015          | –                 | –                  |
| 29. Царинска унија                                              | Не очекују се велике тешкоће | 26.03.2014          | 04.06.2014          | 20.06.2017.       | –                  |
| 30. Економски односи са иностранством                           | Не очекују се велике тешкоће | 02.07.2014          | 09.10.2014          | 11.12.2017        | –                  |
| 31. Спољна, безбедносна и одбрамбена политика                   | Не очекују се велике тешкоће | 15.07.2014          | 10.10.2014          | –                 | –                  |
| 32. Финансијска контрола                                        | Потребан је значајан напор   | 17.10.2013          | 26.11.2013          | 14.12.2015        | –                  |
| 33. Финансијске и буџетске одредбе                              | Не очекују се велике тешкоће | 27.01.2015          | 24.03.2015          | 25.06.2018.       | –                  |
| 34. Институције                                                 | Ништа за усвајање            | −                   | −                   | −                 | –                  |
| 35. Остала питања: Односи са Косовом                            | Потребно је више напора      | 22.01.2014          | 25.03.2015          | 14.12.2015        | –                  |
| Напредак                                                        |                              | 34 од 34            | 34 од 34            | 22 од 34          | 2 од 34            |

## Значајни датуми
| Датум               | Догађај                                                                                               |
| ------------------- | --- |
| 07. новембар 2007.  | Србија потписала споразум о стабилизацији и придруживању.                                             |
| 19. децембар 2009.  | Укинут је визни режим за Србе који путују у шенгенске земље.                                          |
| 22. децембар 2009.  | Србија поднела формални захтев за чланство.                                                           |
| 24. новембар 2010.  | ЕУ послала Србији Упитник за преговоре о чланству у ЕУ.                                               |
| 31. јануар 2011.    | Србија подноси одговоре на Упитник Комисији.                                                          |
| 22. април 2011.     | Србија послала одговоре на додатна питања из Упитника ЕУ.                                             |
| 14. октобар 2011.   | Европска комисија одговара на Упитник с позитивним мишљењем (Авис).                                   |
| 1. март 2012.       | Србија добија службени статус кандидата.                                                              |
| 22. април 2013.     | ЕУ Комисија предлаже почетак преговора.                                                               |
| 28. јун 2013.       | Европски савет поставља циљни датум 21. јануар 2014 за почетак приступних преговора.                  |
| 25. септембар 2013. | Скрининг почео.                                                                                       |
| 17. децембар 2013.  | Европски Савет усвојио преговарачки оквир са Србијом и одредио датум 21.01.2014. за почетак преговора |
| 21. јануар 2014.    | Приступни преговори започети са процесом скрининга.                                                   |
| 24. март 2015.      | Србија завршила скрининг.                                                                             |
| 14. децембар 2015.  | Србија отворила поглавља 32 и 35.                                                                     |
| 18. јул 2016.       | Србија отворила поглавља 23 и 24.                                                                     |
| 13. децембар 2016.  | Србија отворила поглавља 5 и 25, и затворила поглавље 25.                                             |
| 27. фебруар 2017.   | Србија отворила поглавља 20 и 26, и затворила поглавље 26.                                            |
| 20. јун 2017.       | Србија отворила поглавља 7 и 29.                                                                      |
| 11. децембар 2017.  | Србија отворила поглавља 6 и 30.                                                                      |
| 25. јун 2018.       | Србија отворила поглавља 13 и 33.                                                                     |
| 10. децембар 2018.  | Србија отворила поглавља 17 и 18.                                                                     |
| 27. јун 2019.       | Србија отворила поглавље 9.                                                                           |
| 10. децембар 2019.  | Србија отворила поглавље 4.                                                                           |
| 14. децембар 2021.  | Србија отворила поглавља 14, 15, 21 и 27.                                                             |